# Laemolyta garmani
Laemolyta garmani är en fiskart som först beskrevs av Borodin, 1931.  Laemolyta garmani ingår i släktet Laemolyta och familjen Anostomidae. Inga underarter finns listade i Catalogue of Life.